# Colquencha
Ayo Ayo è un comune (municipio in spagnolo) della Bolivia nella provincia di Aroma (dipartimento di La Paz) con 10.586 abitanti (dato 2010).

## Cantoni
Il comune è suddiviso in 5 cantoni (popolazione 2001):
- Colquencha - 2.791 abitanti
- Marquirivi - 1.214
- Micaya - 457 abitanti
- Nueva Esperanza de Machacamarca - 1.945 abitanti
- Santiago de Llallagua - 1.613 abitanti